# 伏見つかさ
伏見 つかさ（ふしみ つかさ、1981年 - ）は、日本の男性ライトノベル作家。ストレートエッジ所属。

## 経歴
2006年、第12回電撃小説大賞に『十三番目のアリス』で第三次選考に残りデビュー。
2008年から発表しているシリーズ作品『俺の妹がこんなに可愛いわけがない』が2010年10月に深夜帯でテレビアニメ化されており、同作のアニメ版の第9話「俺の妹がこんなにエロゲー三昧なわけがない」では初めて脚本も担当した。

## 作風
デビュー作である『十三番目のアリス』は少女たちの戦いを描いた作品だが、その一方で電撃文庫における担当編集者の一人である三木一馬からは、伏見の作品における日常コメディの部分や、男同士の会話の面白さを評価されている。また三木によれば、伏見は裏設定などは必要最小限の内容に留めておき、編集者からの質問や読者からの反響などを反映させつつ、後付けで設定を作っていくような作風を持ち味とする作家であるという。
背の高い女性キャラクターが好みであることを公言しており、作中における登場人物の身長が高めに設定されているのもその表れであるとしている。特にテレビアニメ化もされた作品『俺の妹がこんなに可愛いわけがない』では最もお気に入りの登場人物として、身長180cmの女子中学生という設定の沙織・バジーナを挙げているが、伏見自身は個人の好悪の感情で登場人物を贔屓することはしないとしており、例えば同作の中心的なヒロインである主人公の妹・高坂桐乃を、伏見にとっても憎たらしい人物として描いていることを明かしている。
一方で伏見は『俺の妹がこんなに可愛いわけがない』の桐乃を、嫌いではありつつも物語を引っ張る上で必要な、いなければ困る登場人物でもあるとも明かしており、また読者からの登場人物に対する批判的な評価は印象の強さの表れでもあるという持論も明かしている。読者からのアンケートを分析する際、登場人物に対する悪評も好評の半分に数えて人気を判断するとしており、好悪の分かれる登場人物は上手く扱えば好ましい結果に転じることができるのだと説明している。
『俺の妹がこんなに可愛いわけがない』では兄妹関係を物語の主軸とした作品であり、作中では主人公が妹を実際に持つ者の苦労を語り、読者に同意を求める場面が繰り返されている。しかし実際には伏見自身の家族に妹はいないとしており、こうした内容は空想で描いていると説明している。

## 作品

### ライトノベル
- 電撃文庫（アスキー・メディアワークス）
  - 十三番目のアリス
  - 俺の妹がこんなに可愛いわけがない
  - ねこシス
  - エロマンガ先生
  - 私の初恋は恥ずかしすぎて誰にも言えない
- VA文庫（ビジュアルアーツ/パラダイム）
  - 名探偵失格な彼女
- ガンガンノベルズ（スクウェア・エニックス）
  - 中二病でGO!! - 共著。アンソロジー作品。
- 一迅社文庫（一迅社）
  - School Heart's 月と花火と約束と - 共著。アンソロジー作品。

### テレビアニメ
- 俺の妹がこんなに可愛いわけがない（2010年 - 2012年） - 原作・脚本
- エロマンガ先生（2017年 - 2019年） - 原作・脚本

### ゲーム
- エンゲージプリンセス〜眠れる姫君と夢の魔法使い〜（2019年、ドワンゴ） - 原作・シナリオ
- 学園アイドルマスター（2024年、バンダイナムコエンターテインメント） - シナリオチーム[10]

## ニコニコ生放送
2017年4月より、伏見つかさの公式チャンネル「伏見つかさチャンネル」が開設されている。

### チャンネル生配信
番組「みんなで見よう『エロマンガ先生』」については、エロマンガ先生 (アニメ)#みんなで見よう『エロマンガ先生』を参照。
みんなで作ろう『俺の妹 あやせAI』
配信日
- 10月号 2017年10月11日
- 11月号 2017年11月28日

出演
- 藤田茜 - エロマンガ先生、和泉紗霧役
- 木戸衣吹 - エロマンガ先生、 神野めぐみ役
- 三木一馬 - 電撃文庫

### プロジェクト
伏見つかさチャンネルのプロジェクトとして、対話AI育成「俺嫁あやせAI」の企画が進行していることが、2017年5月5日の「マチ★アソビ」vol.18及びその中継配信「アニメ『エロマンガ先生』 最近（もっとも近い）のアニメをみんなで作ります」第10回において発表された。
2017年10月11日の配信「【木戸衣吹、藤田茜】みんなで作ろう！『俺の妹』10月号」より、プロジェクトに関する情報が公開された。
ドワンゴと、NTTメディアインテリジェンス研究所の東中竜一郎が中心となって共同開発によるプロジェクトで、2017年10月12日より「なりきり質問応答 俺の嫁（あやせ）がこんなに可愛いわけがない」として「伏見つかさチャンネル」内で本格始動した。
詳細は俺の妹がこんなに可愛いわけがない#対話AIを参照。